# 베이비 페이
베이비 페이(Baby Fae)로 더 잘 알려진 스테파니 페이 뷰클레어(Stephanie Fae Beauclair, 1984년 10월 14일 ~ 1984년 11월 15일)는 저형성 좌심 증후군을 가진 1984년에 태어난 미국의 여자 아기이다. 그녀는 이종 이식 수술의 첫 번째 대상이 되었고 개코원숭이의 심장을 받으면서 최초로 성공적인 유아 심장 이식을 받았다. 비록 그녀는 수술 후 한 달 이내에 사망했지만, 그녀는 이전의 어떤 비인간 심장 수령인보다 몇 주 더 오래 살았다.